# Лееві Мадетоя

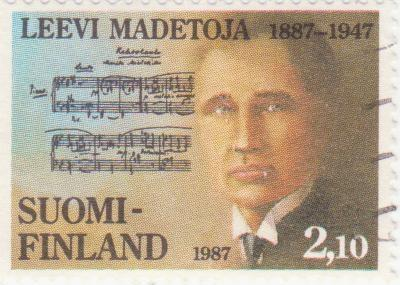
Поштова марка з нагоди 100-річчя композитора

Лееві Мадетоя (фін. Leevi Antti Madetoja; 17 лютого 1887 — 6 жовтня 1947) — фінський композитор, диригент і викладач.

## Біографія
Народився в Оулу. Здобув музичну освіту в Гельсінкі, Парижі, Відні і Берліні. Серед його педагогів — Ян Сібеліус, Венсан д'Енді і Армас Ярнефельт.
Дебютував як композитор 1910 в Гельсінкі з авторським концертом. Працював із оркестрами Гельсінкі і Виборг а. Більше 20 років викладав теорію та історію музики в Музичному інституті Гельсінкі.
1983 ім'ям Мадетоя названий новий концертний зал в Оулу, в якому базується симфонічний оркестр Оулу.

## Творчість
Творчість композитора позначена впливом фінської народної музики, творчості Яна Сібеліуса та французьких імпресіоністів. Творча спадщина Мадетоя досить різноманітна: вона включає в себе як вокальну, так і камерну музику:
Симфонічна музика
- Симфонія № 1, тв. 29 (1914-16)
- Симфонія № 2, тв. 35 (1916-18)
- Симфонія № 3, тв. 55 (1922-26)
- Симфонічна сюїта, ор. 4 (1909-10)
- Концертна увертюра, Op. 7 (1911)
- Симфонічна поема «Бачення уві сні» (1912)
- Симфонічна поема «Куллерво», тв. 15 (1913)
- Комічна увертюра, тв. 53 (1923)

Опери
- «Погьялайсіа» (1924)
- «Юга», тв. 74 (1935)
- «Остроботнійці», тв. 45 (1918-23)

Балети
- «Вікон Фуоко» (1930)